# Knautia arvensis
Knautia arvensis là một loài thực vật có hoa trong họ Kim ngân. Loài này được (L.) Coult. mô tả khoa học đầu tiên năm 1823.

## Hình ảnh

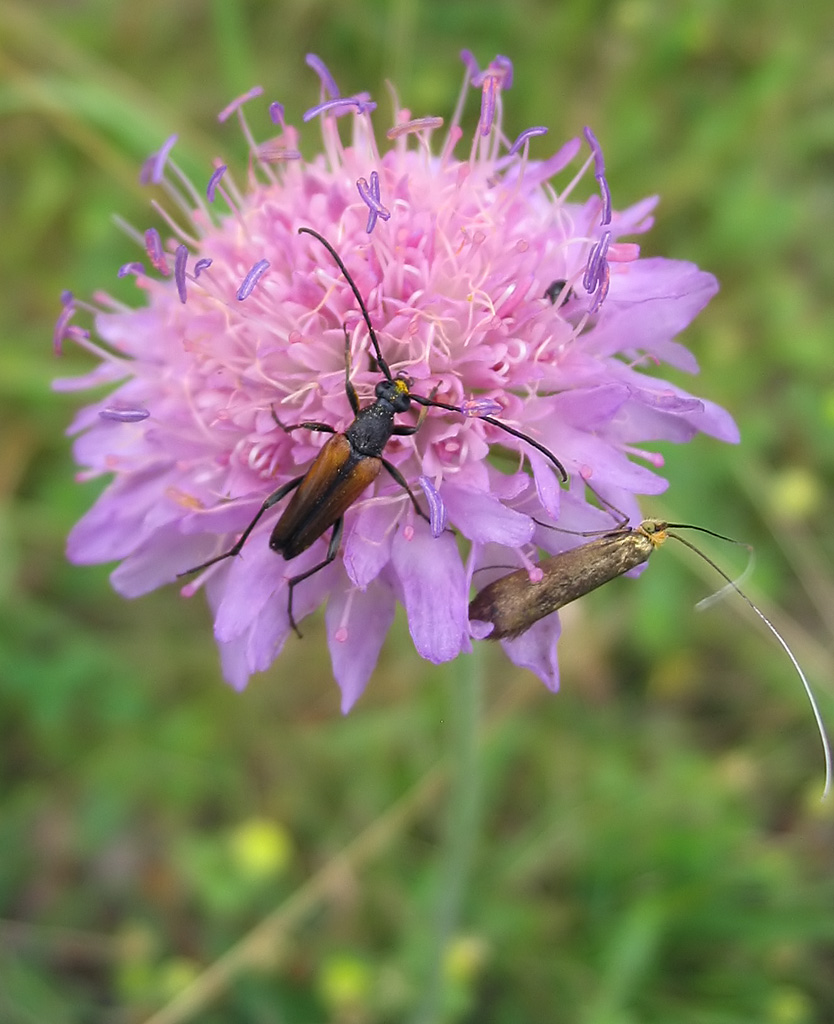
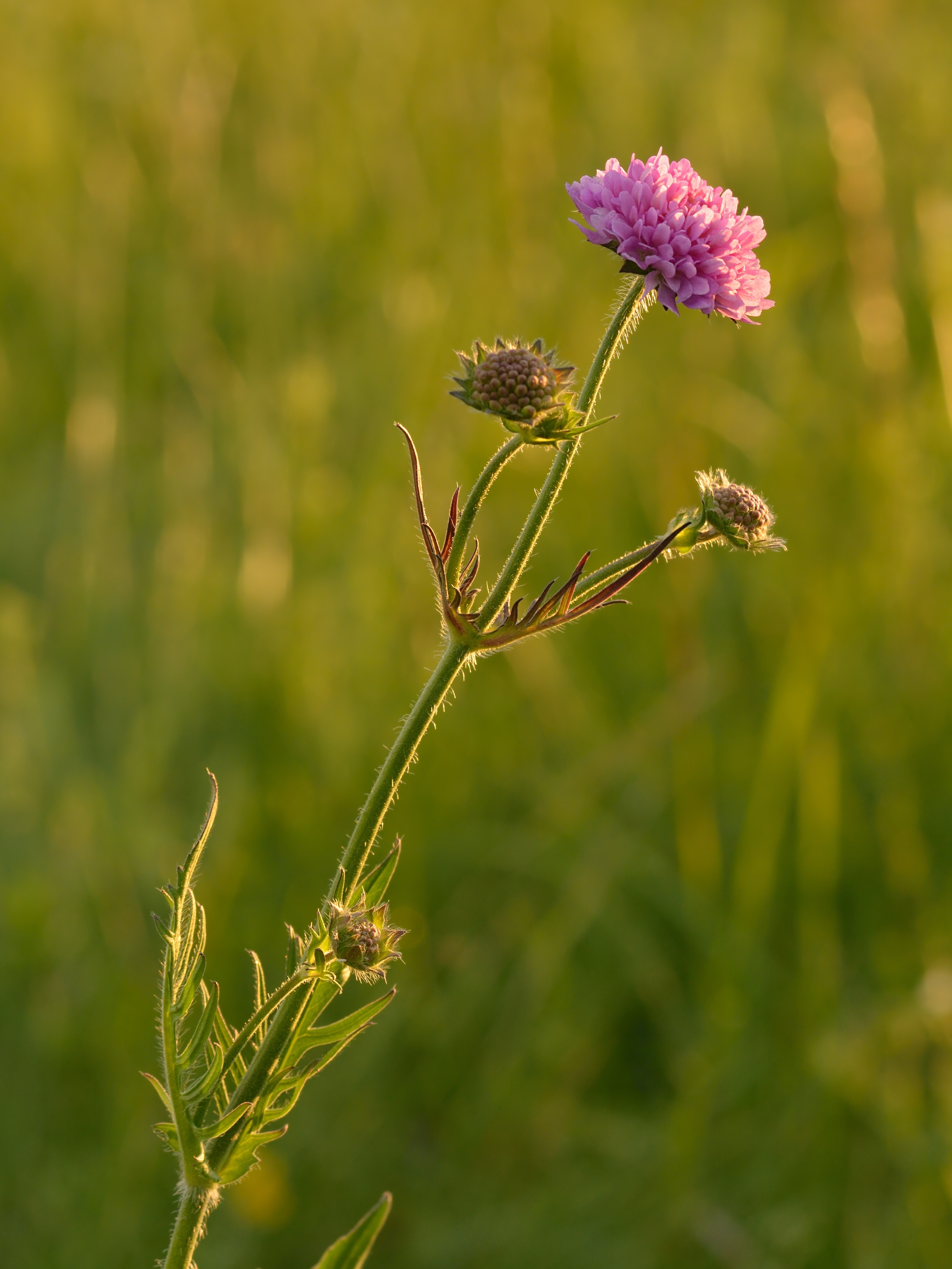
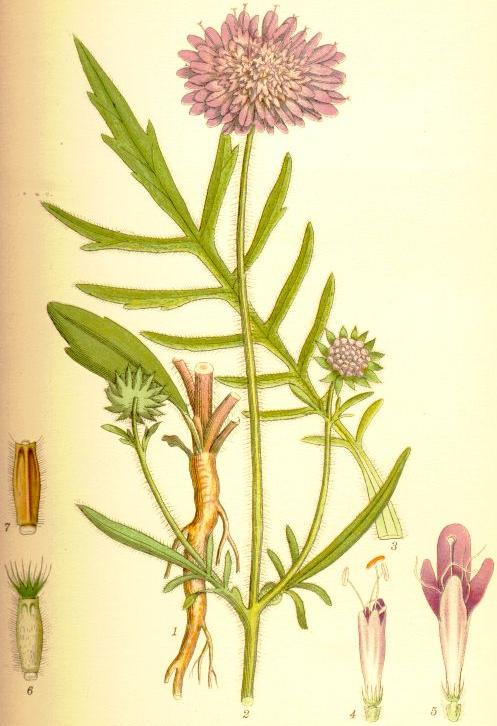
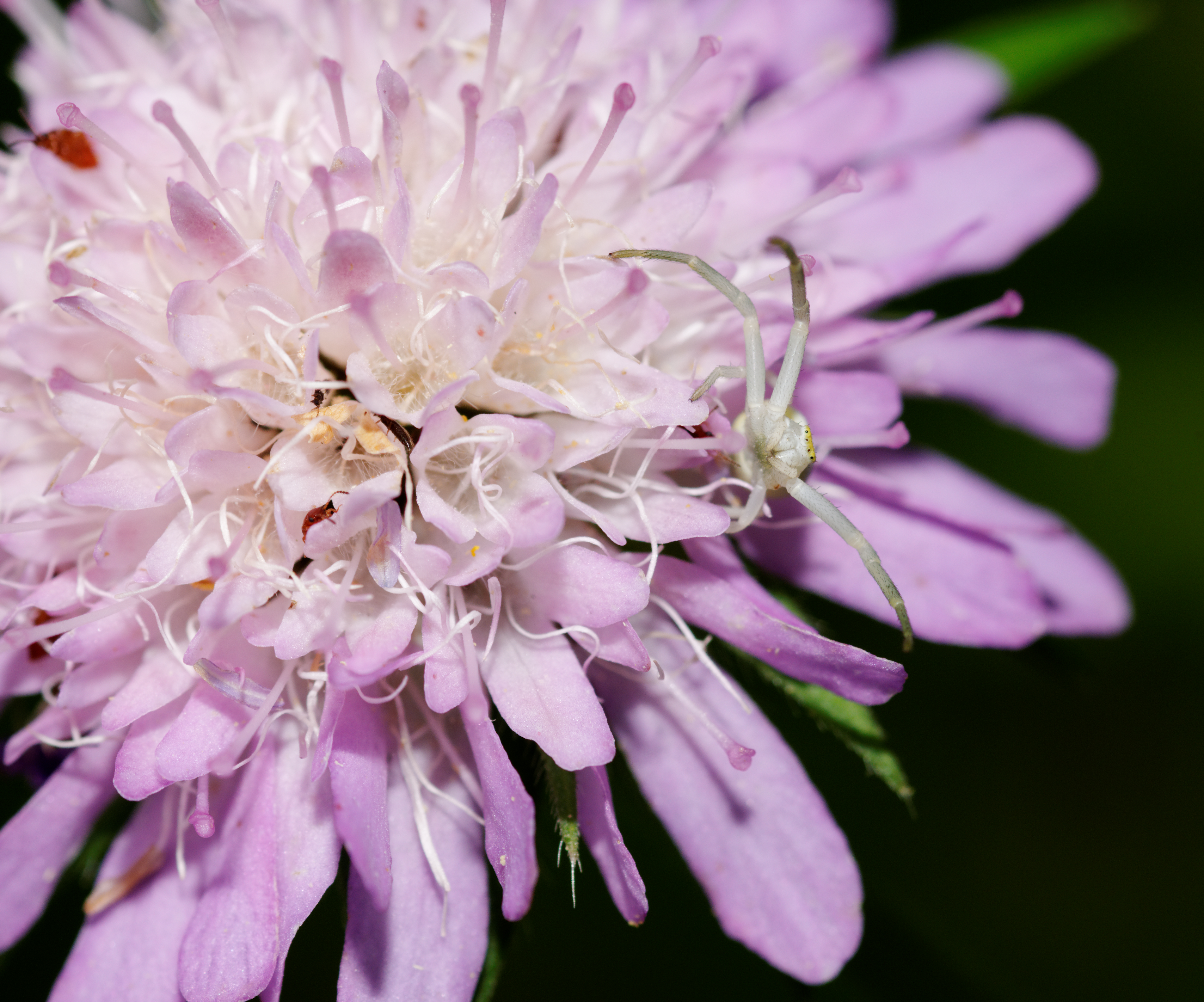